# Justine Bezzoli
Justine (Giustina) Bezzoli (vers 1257/1260 - 12 mars 1319) est une moniale bénédictine, vénérée dans l'Église catholique comme bienheureuse. Elle est fêtée le 12 mars.

## Biographie
Justine Bezzoli est née à Arezzo entre 1257 et 1260. Très jeune, elle est portée vers la piété, la prière, et les exercices religieux.
Elle se fit religieuse chez les sœurs bénédictines de sa ville natale, d'abord au couvent Saint-Marc puis en celui de Tous-les-saints. Elle manifesta toute sa vie une grande fidélité à la Règle de saint Benoît.
Elle passa quelques années de sa vie en ermite recluse à Civitella in Val di Chiana près d'Arezzo. Sa santé se dégradant, elle est contrainte de retourner à son couvent d'origine  où elle meurt le 12 mars 1319.

## Culte et vénération
Devant l'ampleur de la vénération populaire pour les miracles attribués à Justine, le Saint Siège en confirme le culte le 14 janvier 1891.
Elle figure au martyrologe à la date du 12 mars.
Sa dépouille est vénérée à Florence au monastère bénédictin de santa Maria del Fiore a lapo où elle a été transportée, depuis Arezzo en 1968 quand les deux communautés bénédictines se furent réunies.
Elle est invoquée par les personnes atteintes de paralysie qui souhaitent retrouver l’usage de leurs jambes.
Elle est commémorée le 12 mars selon le Martyrologe romain,.

## Sources
- Article de Daniele Bolognini dans SantiBeati (2006)
- Prions en Église - Éditions Bayard - N° 279 - page 6